# Jamila Weintritt
Jamila Kara Kichakuro Weintritt (* 20. September 2007 in Erfurt) ist eine deutsche Kinderdarstellerin.

## Leben
Jamila Weintritt hat zwei Brüder und vier Schwestern. Von 2021 bis 2025 spielte sie die Rolle der Chiara Dorn bei Schloss Einstein. Weintritt spielt am Erfurter Jugendtheater Die Schotte.

## Filmografie
- 2021–2025: Schloss Einstein